# Juan Pardo
Juan Pardo (fl. XVI secolo) è stato un esploratore e conquistador spagnolo che visse nella seconda metà del XVI secolo.

## Biografia
Guidò una spedizione spagnola negli odierni Carolina del Sud e Tennessee. Con altri soldati spagnoli stabilì il Fort San Felipe (1566) ed il villaggio di Santa Elena sull'isola di Parris, primo insediamento spagnolo in Carolina del Sud. Mentre si addentravano nella regione, Pardo fondò forte San Juan, primo insediamento spagnolo (1567-1568) nell'entroterra della Carolina del Nord.
Una pietra, che si crede essere stata incisa da Pardo o da un membro della sua spedizione, fa parte della collezione del Museo Regionale di Storia di 
Spartanburg. È stata scritta con una freccia ed è datata 1567. La pietra (#454865) fu scoperta da un contadino di Inman (Carolina del Sud).
Juan Pardo guidò due spedizioni da Santa Elena nell'entroterra degli Stati Uniti sud-orientali. La prima (1566-1567) aveva l'obbiettivo di cercare cibo e stabilire basi tra gli indiani locali. Creò Forte San Juan a Joara, un villaggio della cultura del Mississippi (vicino all'odierna Morganton (Carolina del Nord)) lasciando sul posto una guarnigione. Reclamandone il possesso per la Spagna, gli cambiò il nome in Cuenca.
La seconda spedizione di Pardo (1567-1568) percorse il Piedmont interno e costeggiò gli Appalachi meridionali. Creò altre fortezze lungo il percorso per stabilire una rotta verso Zacatecas, nell'attuale Messico, dove gli spagnoli avevano miniere d'argento da proteggere. Tornò a Santa Elena quando venne a sapere di scorribande francesi in quella zona, senza più tornare nell'entroterra.
Nel 1568 i nativi si rivoltarono contro gli spagnoli nelle zone interne, uccidendo tutti i 120 uomini della guarnigione tranne uno, e bruciando sei fortezze. Gli spagnoli non tornarono più in quella regione.
Dal 1986 gli archeologi stanno lavorando presso il sito denominato Berry, vicino a Morganton, ed hanno trovato prove dell'esistenza di una cultura dei tumuli, di rifugi bruciati e di artefatti spagnoli. C'è forte consenso tra gli studiosi circa la localizzazione di Joara e di forte San Juan. Nel 2007 gli archeologi scavarono completamente uno dei siti bruciati. Trovarono una scala in metallo spagnola, di quelle tipicamente usate nelle spedizioni del XVI secolo.